# Viator 1973–2007
Viator 1973–2007 – 20 płytowy box muzyczny dotyczący twórczości Józefa Skrzeka.
Całość obejmuje materiał solowy nagrany przez Józefa Skrzeka w latach 1973–2007 wraz z dodatkami nigdy wcześniej niepublikowanymi. Wydawnictwo obejmuje nagrania rockowe, jazzowe, elektroniczne, muzykę filmową i pochodzącą ze spektakli teatralnych. Album został wydany w ilości 1000 numerowanych egzemplarzy.
Oficjalna premiera odbyła się w Studiu Koncertowym Polskiego Radia Katowice w kwietniu 2007.
Box uzyskał certyfikat złotej płyty.

## Lista albumów
1. Pamiętnik Karoliny – płyta kompaktowa wraz z 9 dodatkowymi utworami
2. Ojciec chrzestny Dominika – płyta kompaktowa wraz z 6 dodatkowymi utworami
3. Józefina – płyta kompaktowa wraz z 6 dodatkowymi utworami
4. Wojna światów – następne stulecie – płyta kompaktowa wraz z 15 dodatkowymi utworami
5. Ogród Luizy – z Haliną Frąckowiak – płyta kompaktowa wraz z 7 dodatkowymi utworami
6. Ambitus Extended – płyta kompaktowa wraz z 6 dodatkowymi utworami
7. Podróż w krainę wyobraźni – płyta kompaktowa wraz z 4 dodatkowymi utworami
8. Live – płyta kompaktowa wraz z 6 dodatkowymi utworami
9. Wracam – płyta kompaktowa wraz z 6 dodatkowymi utworami
10. Twój dom wschodzącego słońca – płyta kompaktowa wraz z 2 dodatkowymi utworami
11. Pokój Saren Piano
12. Czas – z Michałem Banasikiem – płyta kompaktowa wraz z 1 dodatkowym utworem
13. Viator
14. Akustycznie/akusticky
15. Skrzek plays SBB
16. Skrzek – Film i Teatr I – muzyka z filmu Golem, muzyka teatralna – Karłowicz – Interpretacje, muzyka z filmu Czas dojrzewania
17. Skrzek – Film i Teatr II – muzyka baletowa „Ostatnia niedziela”, muzyka z filmu Epizod Berlin-West, muzyka z filmu Angelus Lecha Majewskiego
18. Skrzek – Piano works
19. Serce górala i Groń – Tryptyk beskidzki z Kapelą Wałasi
20. Coda – mozaika brzmień